# Michael Petković
Michael Petković (Fremantle, 16 de julho de 1976) é um ex-futebolista profissional australiano, goleiro, que militou no Melbourne Victory.

## Carreira
Petkovic representou a Seleção Australiana de Futebol, nas Olimpíadas de 1996. 
Anunciou sua aposentadoria após a campanha do clube na liga asiática.

## Estatísticas na seleção nacional
| Austrália | Austrália | Austrália |       |
| Ano       | Partidas  | Gols      | ref   |
| --------- | --------- | --------- | ----- |
| 2001      | 3         | 0         | [ 3 ] |
| 2002      | 0         | 0         | [ 3 ] |
| 2003      | 0         | 0         | [ 3 ] |
| 2004      | 0         | 0         | [ 3 ] |
| 2005      | 1         | 0         | [ 3 ] |
| 2006      | 0         | 0         | [ 3 ] |
| 2007      | 1         | 0         | [ 3 ] |
| 2008      | 1         | 0         | [ 3 ] |
| Total     | 6         | 0         | [ 3 ] |